# Mandragora officinarum
La mandragola o mandragora (Mandragora officinarum L.), è una pianta appartenente alla famiglia delle Solanacee. La mandragola è una pianta erbacea perenne con foglie ovate disposte a rosetta, una grossa radice, spesso ramificata, e fiori campanulati che danno origine a bacche gialle o arancioni.
Poiché le mandragole contengono alcaloidi tropanici allucinogeni (atropina, scopolamina e iosciamina) che causano delirio e allucinazioni, e la forma delle loro radici spesso ricorda figure umane, sono state associate a una varietà di pratiche religiose e spirituali nel corso della storia. Sono state a lungo utilizzati nei rituali magici, oggi anche nelle pratiche neopagane come la wicca e l'etenismo.

## Descrizione

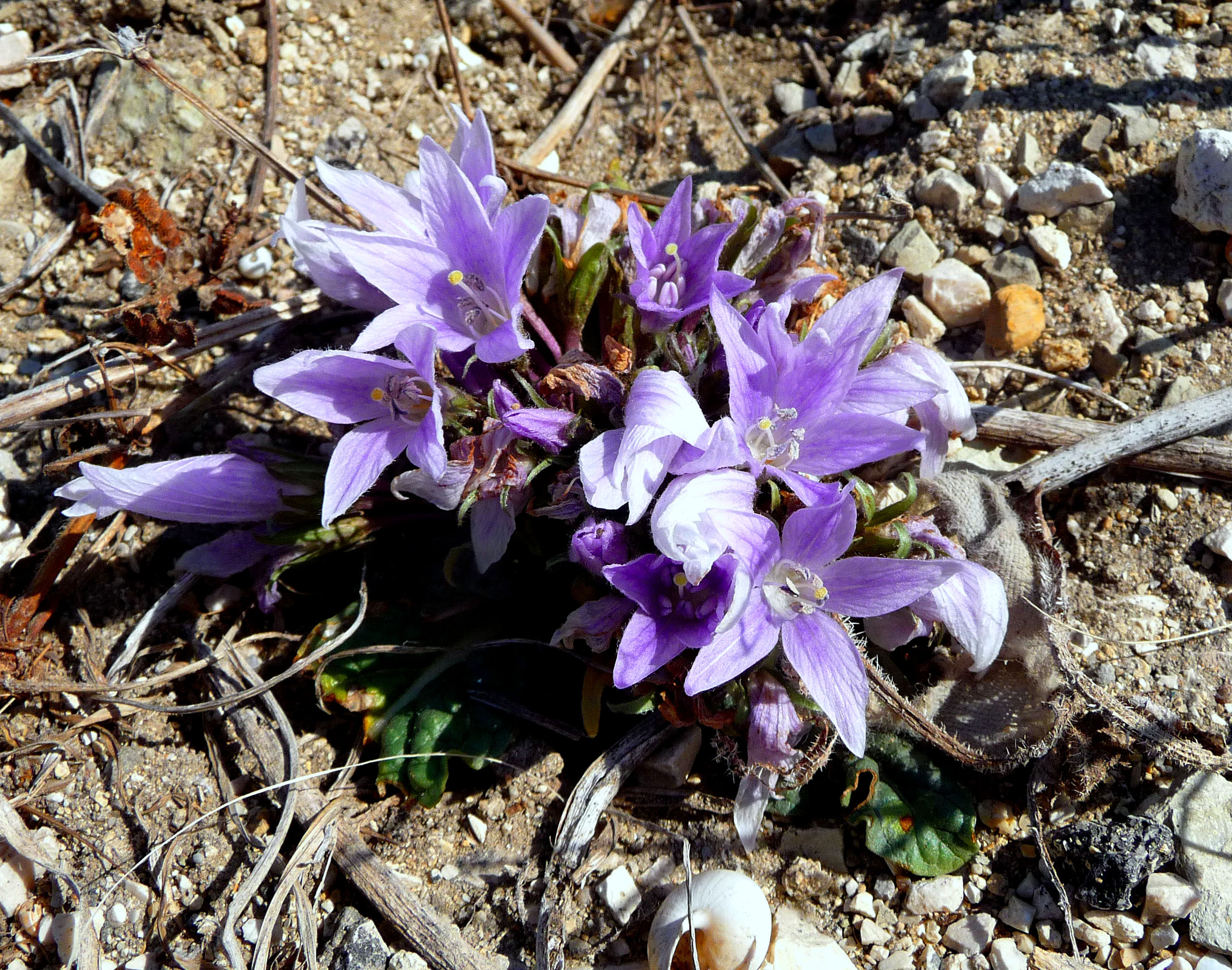
Fiori di mandragola

La mandragola è una pianta erbacea perenne con foglie ovate disposte a rosetta, una grossa radice, spesso ramificata. Lo stelo risulta cortissimo tanto che le foglie si dispongono in una rosetta basale. Le foglie sono molto variabili in forma e grandezza, con una lunghezza massima di circa 45 cm. Esse sono di forma ellittica o ovata e presentano della peluria più o meno fitta.
I fiori compaiono dall'autunno alla primavera (da settembre ad aprile). e sono collocati al centro della rosetta di foglie. Anche i peduncoli fiorali sono di lunghezza molto variabile, fino a 45 cm. I cinque petali vanno dal bianco verdastro al blu pallido o viola, e, come i sepali, sono uniti alla base con lobi liberi all'estremità. I cinque stami sono uniti alle basi dei petali e hanno una lunghezza variabile da 7 a 15 mm. Le antere degli stami sono generalmente gialle o marroni, ma talvolta sono blu pallido.

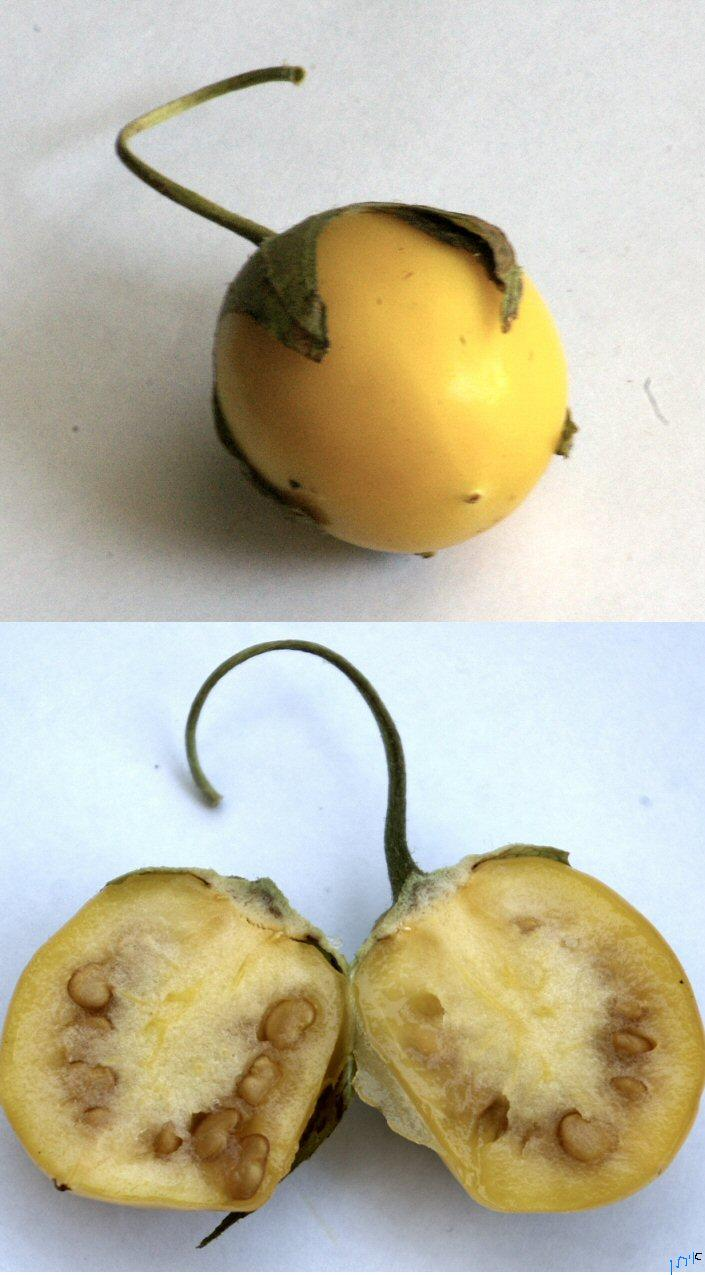
Frutto di mandragola

Il frutto, che si forma tra la fine dell'autunno e l'inizio dell'estate (da novembre a giugno), è una bacca, a forma di globo o di ellissoide (cioè più lunga che larga), con un diametro molto variabile da (5 – 40 mm). Quando è maturo, il frutto è lucido e di colore dal giallo all'arancione, somiglia in qualche modo a un piccolo pomodoro. Contiene semi di colore giallo o marrone chiaro.

## Distribuzione e habitat
La mandragola è originaria delle regioni attorno al Mar Mediterraneo, entro i confini della Tunisia, dell'Algeria e del Marocco nel nord Africa; Spagna meridionale, Portogallo meridionale, Italia incluse le isole, (Niccolò Machiavelli ne scrisse la commedia Mandragola al riguardo), ex Jugoslavia, Grecia e Cipro nell'Europa meridionale; Turchia meridionale; Siria, Libano e Palestina nel Levante. Si trova solitamente in habitat aperti, come boschi radi, uliveti, terreni incolti, bordi dei sentieri, terrapieni ferroviari e ruderi, dal livello del mare fino a 1200 m di altitudine.

## Tossicità
Tutte le specie del genere Mandragora contengono alcaloidi altamente attivi, in particolare alcaloidi tropanici. Gli alcaloidi presenti nella pianta fresca o nella radice essiccata includono atropina, iosciamina, scopolamina (ioscina), scopina, cuscoigrina, apoatropina, 3-alfa-tigloilossitropano, 3-alfa,6-beta-ditigloilossitropano e belladonnina. I costituenti non alcaloidi comprendono sitosterolo e beta-metilesculetina (scopoletina).
Gli alcaloidi rendono la pianta velenosa, in particolare la radice e le foglie, attraverso effetti anticolinergici, allucinogeni e ipnotici. Le proprietà anticolinergiche possono portare all'asfissia. L'ingestione di radice di mandragora può avere altri effetti avversi come vomito e diarrea. La concentrazione di alcaloidi varia tra i campioni di piante ed è probabile che si verifichi un avvelenamento accidentale. Rapporti clinici sugli effetti del consumo di Mandragora officinarum comprendono sintomi gravi simili a quelli dell'avvelenamento da atropina, tra cui visione offuscata, dilatazione delle pupille (midriasi), secchezza delle fauci, difficoltà a urinare, vertigini, mal di testa, vomito, rossore e tachicardia. Nella maggior parte dei pazienti si sono verificate anche iperattività e allucinazioni.

## Uso medicinale

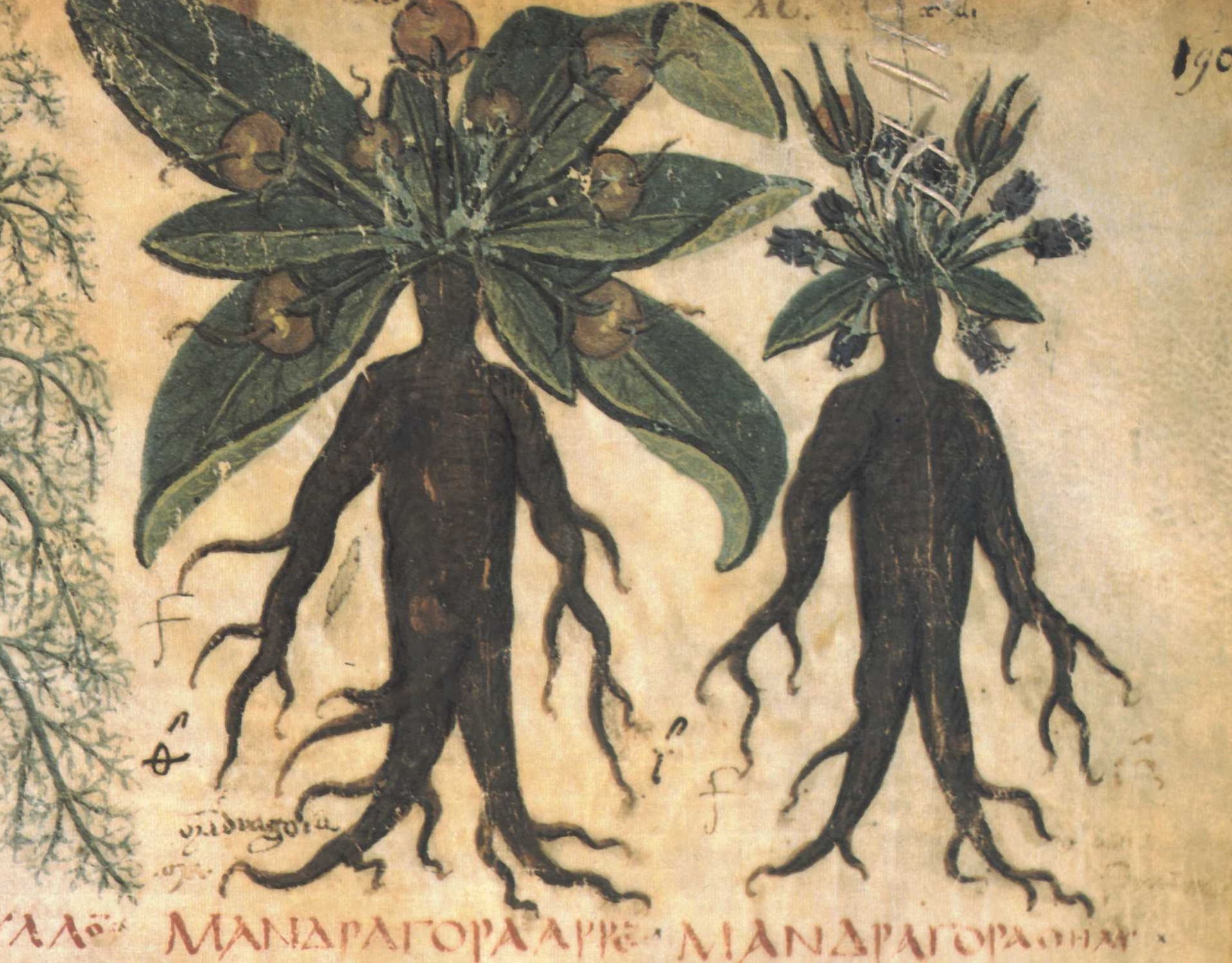
Illustrazione di mandragora dal Dioscoride di Napoli

La mandragora ha una lunga storia di uso medicinale, anche se la superstizione ha giocato un ruolo importante negli usi a cui è stata applicata. Tuttavia, l’Agenzia europea per i medicinali, che sovrintende alla registrazione dei prodotti medicinali a base di erbe nell’Unione Europea, non riconosce la mandragola, e in effetti qualsiasi specie del genere Mandragora, come prodotto medicinale, sostanza o preparato a base di erbe approvato ai sensi della Direttiva Europea sui medicinali a base di erbe tradizionali.
La radice di mandragola è allucinogena e narcotica. In quantità sufficienti induce uno stato di incoscienza e nell'antichità veniva utilizzata come anestetico negli interventi chirurgici. In passato, il succo della radice grattugiato finemente veniva applicato esternamente per alleviare i dolori reumatici. Veniva anche usato internamente per trattare la depressione esistenziale, le convulsioni e la mania. Tuttavia, se assunto internamente in grandi dosi, si dice che susciti delirio e follia.
In passato, la mandragola veniva spesso trasformata in amuleti che si credeva portassero fortuna e curassero la sterilità. Secondo una superstizione, le persone che estirpano questa radice saranno condannate all'inferno e la radice di mandragola griderà mentre viene estratta da terra, uccidendo chiunque la ascolti. Pertanto, in passato, le persone legavano le radici ai corpi degli animali e poi usavano questi animali per estrarre le radici dal terreno.